# کانسوئلو تروخیو
کانسوئلو تروخیو (اسپانیایی: Consuelo Trujillo‎) بازیگر و کارگردان فیلم اهل اسپانیا است. تروخیو در سال ۲۰۱۴ برای نمایش «وقتی باران بند بیاید» جایزه اتحادیه بازیگران را برای بهترین بازیگر نقش مکمل زن دریافت کرد و از همین اتحادیه برندۀ جایزۀ بهترین بازیگر زن تئاتر در سال ۲۰۱۶ برای نمایش جانور شد.
از فیلم‌ها یا مجموعه‌های تلویزیونی که وی در آن‌ها نقش داشته‌است، می‌توان به خدا نگهدار، عروس و ورونیکا اشاره نمود.